# Plalangan (Gunung Pati)
Plalangan is een bestuurslaag in het regentschap Semarang van de provincie Midden-Java, Indonesië. Plalangan telt 3551 inwoners (volkstelling 2010).